# Lehmonen
Lehmonen är en ö i Finland. Den ligger i sjön Keitele och i kommunen Äänekoski i den ekonomiska regionen  Äänekoski ekonomiska region  och landskapet Mellersta Finland, i den centrala delen av landet, 300 km norr om huvudstaden Helsingfors. Öns area är 14 hektar och dess största längd är 1,1 kilometer i nord-sydlig riktning.